# Облога Карса (1855)
Облога Карса відбулася в червні-листопаді 1855 року в період Кримської війни.
Облога Карса була останньою значною операцією Кримської війни. У червні 1855 р. Олександр II вирішив послабити тиск союзних військ на Севастополь. Для цього він наказав  військам, які очолював генерал
Муравйов-Карський Микола Миколайович, атакувати східну частину Османської імперії. Він об'єднав малі загони в сильну 25-тисячну армію. Муравйов вирішив захопити  Карс, найважливішу фортецю Східної Туреччини. 25-тисячна російська армія обложила османський гарнізон з 17000 осіб.
Перша атака була відбита османським гарнізоном під командуванням британського генерала сера Вільяма Вільямса. Росіяни почали будувати укріплення і почали облогу, яка тривала до листопада. Через 5 місяців облоги місто було взяте росіянами.

## Галерея

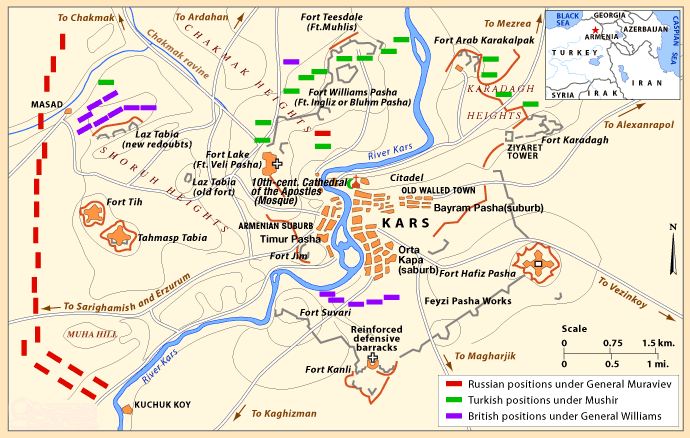
План облоги Карса російськими військами у 1855 році
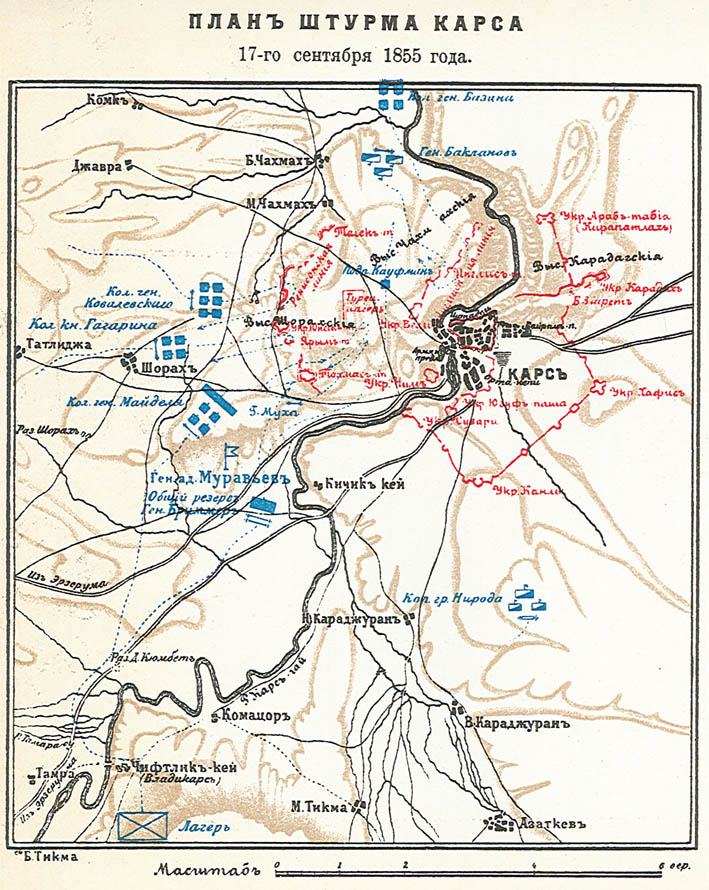
План штурму Карса 17 вересня 1855 року